# Каим, Францишек
Францишек Каим (пол. Franciszek Kaim; 10 февраля 1919, Воля Дрвиньска — 11 сентября 1996, Варшава) — польский промышленный организатор, политик и государственный деятель, министр тяжёлой и металлургической промышленности, вице-премьер ПНР. Член ЦК ПОРП при правлении Эдварда Герека. Участвовал в переговорах правительства с забастовщиками в августе 1980. Был интернирован при военном положении в 1981—1982.

## Металлург
Родился в крестьянской семье одной из деревень Бохнявского повята. Среднее образование получил в Бохне. Во время немецкой оккупации работал в лесном и сельском хозяйстве. В 1948 окончил в Кракове Горно-металлургическую академию имени Станислава Сташица.
Работал на металлургических заводах Huta Bobrek в Бытоме и Huta Małapanew в Озимеке. С 1951 — директор Huta Małapanew. Тогда же вступил в правящую коммунистическую ПОРП. Рассматривался в партаппарате как перспективный руководитель промышленности.

## Член правительства
С января 1953 Францишек Каим — заместитель секретаря в министерстве металлургической промышленности ПНР. В 1957—1967 — на аналогичной должности в министерстве тяжёлой промышленности. 21 ноября 1967 Францишек Каим был назначен министром тяжёлой промышленности в правительстве Юзефа Циранкевича.
23 декабря 1970 Францишек Каим занял пост заместителя нового председателя Совета министров Петра Ярошевича. Курировал в правительстве отрасли тяжёлой индустрии. С 27 марта 1976 совмещал эту должность с министерством металлургической промышленности. 8 февраля 1979 был отстранён от вице-премьерства, но остался министром металлургии (понижение было связано с приближавшейся отставкой Ярошевича и переформированием Совмина). Сохранил этот пост в правительствах Эдварда Бабюха и Юзефа Пиньковского.
С декабря 1971 Францишек Каим кооптирован в состав ЦК ПОРП. В 1972—1980 являлся депутатом сейма ПНР, входил в депутатский клуб ПОРП.
Францишек Каим активно внедрял в польской металлургии новые технологии литейного производства, заимствовал западноевропейские НИОКР, добивался закупок передовой по тем временам техники и оборудования, производительного освоения кредитов. С его именем связана модернизация крупнейших металлургических предприятий, в том числе Huta Warszawa и Huta Katowice, строительство новых сталелитейных заводов в Бохне, Кракове, Домброве-Гурниче. Основанные по инициативе Каима заводы Stalprodukt и Huta im. T. Sendzimira стали основой крупной сталелитейной компании Stalprodukt S.A., созданной в 1992.
Францишек Каим был вполне лоялен официальной идеологии и партийно-государственному руководству. В то же время биографы Каима отмечают такой факт: в конце 1940-х и начале 1950-х он участвовал в деятельности просветительского Общества Казимежа Бродзиньского, которое возглавлял кардинал Сапега. При помощи Каима был основан Народный дом памяти Бродзиньского в деревне Кроловка (гмина Новы-Виснич).

## Конфронтация и отставка
В августе 1980 Польшу охватило мощное забастовочное движение. Партийно-государственное руководство во главе с Эдвардом Гереком было вынуждено пойти на переговоры с Межзаводскими забастовочными комитетами.
Францишек Каим в качестве министра металлургической промышленности представлял правительство ПНР на переговорах с бастующими металлургами в Домброве-Гурниче. 11 сентября 1980 министр Каим подписал соглашение с председателем забастовочного комитета Збигневом Куписевичем. Среди договорённостей было согласие властей на создание независимых профсоюзов.
8 октября 1980 в составе правительства Юзефа Пиньковского произошли кадровые изменения. Были сняты с постов вице-премьеры Казимеж Барциковский и Тадеуш Грабский, министр горнодобывающей промышленности Влодзимеж Лейчак, министр металлургической промышленности Францишек Каим. Если Барциковский и Грабский ещё оставались в политике (при всём различии позиций), то для Лейчака и Каима отставка стала завершением карьеры.
13 декабря 1981, при введении военного положения, Францишек Каим был интернирован в составе группы из 37 бывших руководителей. Фактически единственным основанием для изоляции Каима являлась его причастность к руководящему кругу Эдварда Герека.

## Пенсионер
После освобождения в конце 1982 Францишек Каим жил частной жизнью пенсионера. В политике не участвовал, но вместе с женой Анной активно работал в Ассоциации земляков-бохнявцев.
Францишек Каим скончался в польской столице в возрасте 77 лет. Дата его смерти пришлась на 16-ю годовщину подписания соглашения в Домброве-Гурниче. Похоронен на кладбище Воинские Повонзки.

## Борьба вокруг памяти
В 2000 именем Францишека Каима названа улица в Бохне. Он популярен на малой родине, где воспринимается «не как вице-премьер и министр, не говоря о представителе коммунистического аппарата принуждения, а как основатель крупного завода, создатель многих рабочих мест, человек, добивавшийся от сталинистского режима увековечения памяти Казимежа Бардзиньского».
Однако в конце 2017 Малопольский воевода Пётр Цьвик, представитель национал-консервативной партии Право и справедливость, издал указ о переименовании улицы Францишека Каима в улицу Стефана Карбоньского (Стефан Карбоньский — активист антинацистского и антикоммунистического движения, делегат правительства в изгнании). Решение воеводы Цьвика мотивируется задачами декоммунизации.